# Damernas K-2 500 meter i kanotsport vid olympiska sommarspelen 2000
Damernas K-2 500 meter vid olympiska sommarspelen 2000 hölls på Sydney International Regatta Centre i Sydney. 

## Medaljörer
| Gren          | Guld                                  | Silver                              | Brons                                  |
| K2, 500 meter | Tyskland Birgit Fischer Katrin Wagner | Ungern Katalin Kovács Szilvia Szabó | Polen Beata Sokołowska Aneta Pastuszka |

## Resultat

### Heat
| Heat 1 av 2 Datum: Onsdagen den 27 september 2000 | Heat 1 av 2 Datum: Onsdagen den 27 september 2000 | Heat 1 av 2 Datum: Onsdagen den 27 september 2000 | Heat 1 av 2 Datum: Onsdagen den 27 september 2000 | Heat 1 av 2 Datum: Onsdagen den 27 september 2000 | Heat 1 av 2 Datum: Onsdagen den 27 september 2000 |
| Placering                                         | Totalt                                            | Nation                                            | Kanotister                                        | Tid                                               | Kval                                              |
| ------------------------------------------------- | ------------------------------------------------- | ------------------------------------------------- | ------------------------------------------------- | ------------------------------------------------- | ------------------------------------------------- |
| 1                                                 | 2                                                 | Tyskland                                          | Birgit Fischer och Katrin Wagner                  | 1:42.557                                          | QF                                                |
| 2                                                 | 3                                                 | Polen                                             | Beata Sokołowska och Aneta Pastuszka              | 1:42.905                                          | QF                                                |
| 3                                                 | 7                                                 | Sverige                                           | Anna Olsson och Ingela Ericsson                   | 1:45.491                                          | QF                                                |
| 4                                                 | 8                                                 | Spanien                                           | Maria Garcia och Belén Sánchez                    | 1:45.527                                          | QS                                                |
| 5                                                 | 11                                                | USA                                               | Tamara Jenkins och Kathryn Colin                  | 1:47.735                                          | QS                                                |
| 6                                                 | 12                                                | Israel                                            | Lior Carmi och Larisa Pesyakhovich                | 1:48.647                                          | QS                                                |
| 7                                                 | 13                                                | Belarus                                           | Jelena Bet och Svetlana Vakula                    | 1:55.757                                          | QS                                                |

| Heat 2 av 2 Datum: Onsdagen den 27 september 2000 | Heat 2 av 2 Datum: Onsdagen den 27 september 2000 | Heat 2 av 2 Datum: Onsdagen den 27 september 2000 | Heat 2 av 2 Datum: Onsdagen den 27 september 2000 | Heat 2 av 2 Datum: Onsdagen den 27 september 2000 | Heat 2 av 2 Datum: Onsdagen den 27 september 2000 |
| Placering                                         | Totalt                                            | Nation                                            | Kanotister                                        | Tid                                               | Kval                                              |
| ------------------------------------------------- | ------------------------------------------------- | ------------------------------------------------- | ------------------------------------------------- | ------------------------------------------------- | ------------------------------------------------- |
| 1                                                 | 1                                                 | Ungern                                            | Katalin Kovács och Szilvia Szabó                  | 1:42.298                                          | QF                                                |
| 2                                                 | 4                                                 | Rumänien                                          | Raluca Ioniţǎ och Mariana Limbău                  | 1:43.204                                          | QF                                                |
| 3                                                 | 5                                                 | Kanada                                            | Caroline Brunet och Karen Furneaux                | 1:44.476                                          | QF                                                |
| 4                                                 | 6                                                 | Australien                                        | Katrin Borchert och Anna Wood                     | 1:45.250                                          | QS                                                |
| 5                                                 | 9                                                 | Ukraina                                           | Hanna Balabanova och Natalija Fiklisova           | 1:46.942                                          | QS                                                |
| 6                                                 | 10                                                | Ryssland                                          | Natalija Gulj och Jelena Tissina                  | 1:47.356                                          | QS                                                |

Totala resultat, heat
| Heat Totala resultat | Heat Totala resultat | Heat Totala resultat                    | Heat Totala resultat | Heat Totala resultat | Heat Totala resultat | Heat Totala resultat |
| Placering            | Kanotister           | Nation                                  | Heat                 | Placering            | Tid                  | Kval                 |
| -------------------- | -------------------- | --------------------------------------- | -------------------- | -------------------- | -------------------- | -------------------- |
| 1                    | Ungern               | Katalin Kovács och Szilvia Szabó        | 2                    | 1                    | 1:42.298             | QF                   |
| 2                    | Tyskland             | Birgit Fischer och Katrin Wagner        | 1                    | 1                    | 1:42.557             | QF                   |
| 3                    | Polen                | Beata Sokołowska och Aneta Pastuszka    | 1                    | 2                    | 1:42.905             | QF                   |
| 4                    | Rumänien             | Raluca Ioniţǎ och Mariana Limbău        | 2                    | 2                    | 1:43.204             | QF                   |
| 5                    | Kanada               | Caroline Brunet och Karen Furneaux      | 2                    | 3                    | 1:44.476             | QF                   |
| 6                    | Australien           | Katrin Borchert och Anna Wood           | 2                    | 4                    | 1:45.250             | QS                   |
| 7                    | Sverige              | Anna Olsson och Ingela Ericsson         | 1                    | 3                    | 1:45.491             | QF                   |
| 8                    | Spanien              | Maria Garcia och Belén Sánchez          | 1                    | 4                    | 1:45.527             | QS                   |
| 9                    | Ukraina              | Hanna Balabanova och Natalija Fiklisova | 2                    | 5                    | 1:46.942             | QS                   |
| 10                   | Ryssland             | Natalija Gulj och Jelena Tissina        | 2                    | 6                    | 1:47.356             | QS                   |
| 11                   | USA                  | Tamara Jenkins och Kathryn Colin        | 1                    | 5                    | 1:47.735             | QS                   |
| 12                   | Israel               | Lior Carmi och Larisa Pesyakhovich      | 1                    | 6                    | 1:48.647             | QS                   |
| 13                   | Belarus              | Jelena Bet och Svetlana Vakula          | 1                    | 7                    | 1:55.757             | QS                   |

### Semifinal
| Heat 1 av 1 Datum: Fredagen den 29 september 2000 | Heat 1 av 1 Datum: Fredagen den 29 september 2000 | Heat 1 av 1 Datum: Fredagen den 29 september 2000 | Heat 1 av 1 Datum: Fredagen den 29 september 2000 | Heat 1 av 1 Datum: Fredagen den 29 september 2000 |
| Placering                                         | Nation                                            | Kanotister                                        | Tid                                               | Kval                                              |
| ------------------------------------------------- | ------------------------------------------------- | ------------------------------------------------- | ------------------------------------------------- | ------------------------------------------------- |
| 1                                                 | Australien                                        | Katrin Borchert och Anna Wood                     | 1:44.682                                          | QF                                                |
| 2                                                 | Spanien                                           | Maria Garcia och Belén Sánchez                    | 1:45.144                                          | QF                                                |
| 3                                                 | Ryssland                                          | Natalija Gulj och Jelena Tissina                  | 1:46.554                                          | QF                                                |
| 4                                                 | Ukraina                                           | Hanna Balabanova och Natalija Fiklisova           | 1:47.370                                          | QS                                                |
| 5                                                 | Israel                                            | Lior Carmi och Larisa Pesyakhovich                | 1:48.120                                          |                                                   |
| 6                                                 | USA                                               | Tamara Jenkins och Kathryn Colin                  | 1:48.300                                          |                                                   |
| 7                                                 | Belarus                                           | Jelena Bet och Svetlana Vakula                    | 1:49.758                                          |                                                   |

### Final
| Heat 1 av 1 Datum: Söndagen den 1 oktober 2000 | Heat 1 av 1 Datum: Söndagen den 1 oktober 2000 | Heat 1 av 1 Datum: Söndagen den 1 oktober 2000 | Heat 1 av 1 Datum: Söndagen den 1 oktober 2000 |
| Placering                                      | Nation                                         | Kanotister                                     | Tid                                            |
| ---------------------------------------------- | ---------------------------------------------- | ---------------------------------------------- | ---------------------------------------------- |
| 1                                              | Tyskland                                       | Birgit Fischer och Katrin Wagner               | 1:56.996                                       |
| 2                                              | Ungern                                         | Katalin Kovács och Szilvia Szabó               | 1:58.580                                       |
| 3                                              | Polen                                          | Beata Sokołowska och Aneta Pastuszka           | 1:58.784                                       |
| 4                                              | Rumänien                                       | Raluca Ioniţǎ och Mariana Limbău               | 1:59.264                                       |
| 5                                              | Kanada                                         | Caroline Brunet och Karen Furneaux             | 2:01.046                                       |
| 6                                              | Australien                                     | Katrin Borchert och Anna Wood                  | 2:01.472                                       |
| 7                                              | Spanien                                        | Maria Garcia och Belén Sánchez                 | 2:04.208                                       |
| 8                                              | Sverige                                        | Anna Olsson och Ingela Ericsson                | 2:04.574                                       |
| 9                                              | Ryssland                                       | Natalija Gulj och Jelena Tissina               | 2:04.994                                       |